# Rəfael Ağayev

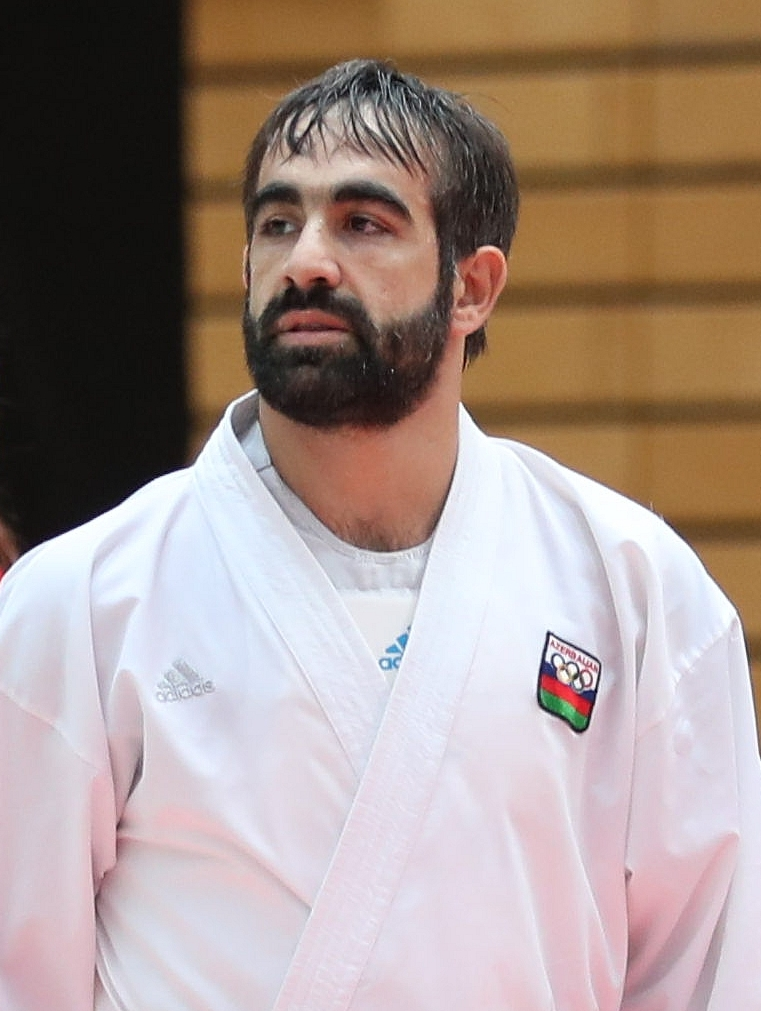
Rəfael Ağayev bei den German Open der Karate 1 Premier League 2018 in Berlin

Rəfael Ağayev (* 4. März 1985 in Sumqayit, Aserbaidschan) ist ein Karateka. Er trägt den 5. Dan. Er hat bisher fünf Weltmeistertitel und zehn Europameistertitel im Kumite gewonnen. Im Jahr 2013 wurde er World Games Sieger. Sein Kampfstil und seine Geschwindigkeit haben ihm die Spitznamen „Panther of the East“ und "Diamond of the Karate World" eingebracht.

## Leben

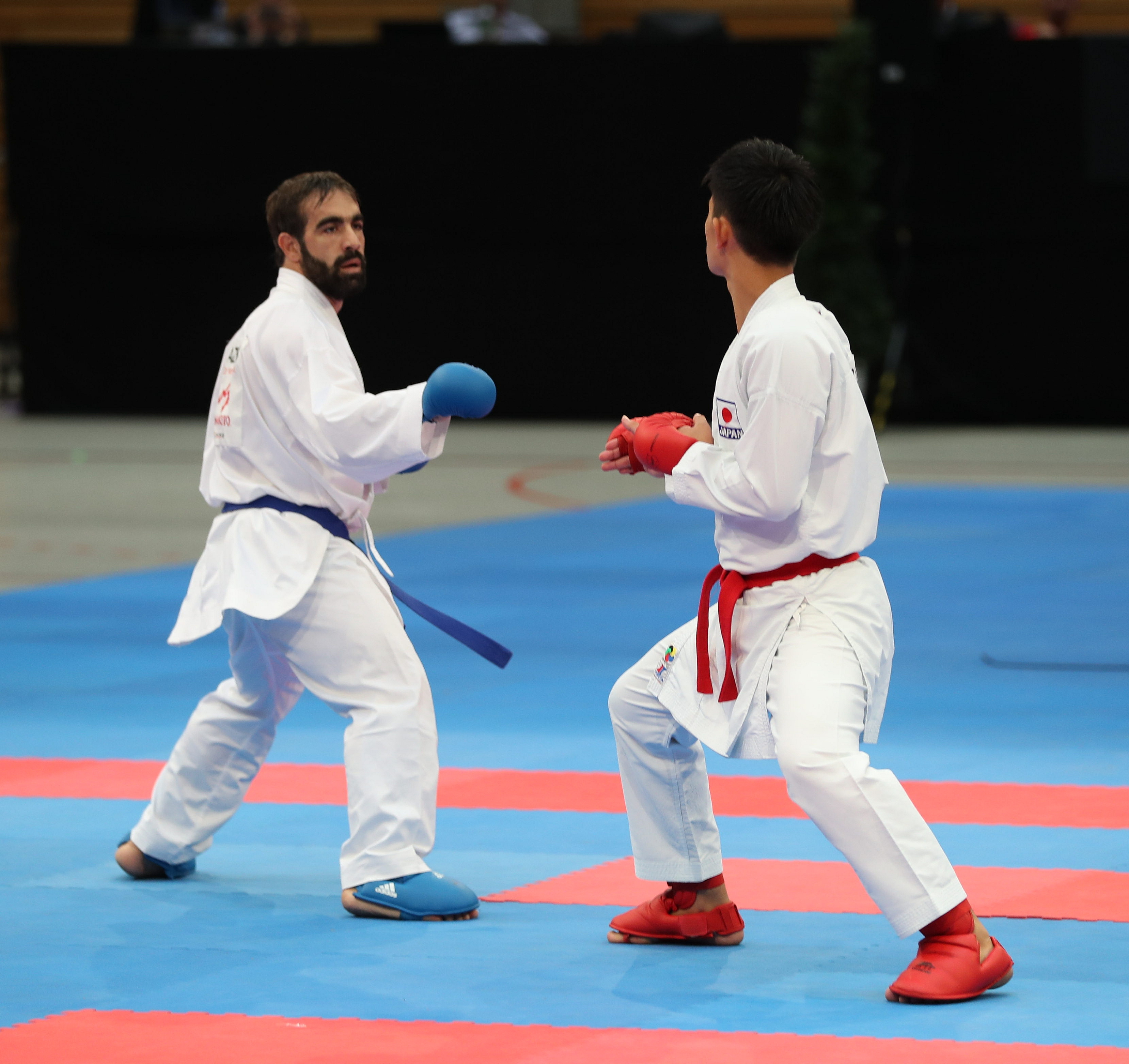
Ağayev im Kampf gegen den japanischen Karateka Yusei Sakiyama

Rəfael Ağayev begann das Karatetraining im Alter von sieben Jahren. Zu seinen Trainern gehören Rafael Mammadov, Elnur Ibrahim und Fuzuli Musayev. Im Moment wird er von Rahman Hatamov trainiert. Mit neun Jahren trat er zum ersten Mal in einem großen Turnier in Russland an und konnte Gold gewinnen. Im Alter von zwölf Jahren wurde er ins Nationalteam von Aserbaidschan berufen. Im Jahr 2007 studierte er an der Aserbaidschanischen staatliche Akademie für Körperkultur und Sport, Abteilung Kampfsportarten. 2008 absolvierte er seinen Militärdienst. Seit dem Jahr 2009 unterrichtet und trainiert er in Baku, im zentralen Sportverein des Ministeriums für Verteidigung von Aserbaidschan. Ağayev hat von 2003 bis 2013 jedes Jahr eine Medaille bei Welt- oder Europameisterschaften gewonnen. Laut Karate Records liegt er damit auf Platz 2 der Weltrangliste hinter Luca Valdesi. Aufgrund einer schweren Verletzung bei den Baku-Open 2014, konnte er bei der Karate-Weltmeisterschaft 2014 nicht antreten. Bei den ersten Europaspielen 2015 in Baku holte er sich vor heimischen Publikum die Goldmedaille in der Gewichtsklasse +75 kg. Bei der Weltmeisterschaft 2016 in Linz, Österreich wurde er zum fünften Mal Weltmeister.

## Erfolge
- EKF Europameister 2018 in Novi Sad, Serbien -75 kg
- WKF Weltmeister 2016 in Linz, Österreich – 75 kg
- Europameister 2016 in Montpellier/ Frankreich – 75 kg
- Goldmedaille bei den Europaspielen 2015 in Baku bis 75 kg[6]
- Goldmedaille[8] bei den World Combat Games 2013 der Sportaccord in St. Petersburg bis 75 kg.[9]
- 1. World Games Sieger 2013 in Cali, Kolumbien bis 75 kg
- 1. Europameisterschaft 2013 in Budapest in der Gewichtsklasse bis 75 kg
- 2. WKF Weltmeisterschaft 2012 in Paris in der Gewichtsklasse bis 75 kg
- 3. EKF Europameisterschaft 2011 Zürich in der Gewichtsklasse bis 75 kg
- 1. WKF Weltmeisterschaft 2010 in Belgrad, Serbien bis 75 kg[10]
- 1. EKF Europameisterschaft 2010 in Athen, Griechenland bis 75 kg[11]
- 1. EKF Europameisterschaft 2009 in Zagreb, Kroatien bis 75 kg
- 1. Madrid Open 2009
- 1. Banzai Cup 2008
- 1. WKF Weltmeisterschaften 2008 Tokyo, Japan in der offenen Gewichtsklasse
- 1. WKF Weltmeisterschaften 2008 in Tokyo, Japan in der Gewichtsklasse bis 70 kg
- 1. Paris Open 2008
- 1. Arlen Open 2008
- 2. EKF Europameisterschaft 2008 in Tallinn, Estland in der Gewichtsklasse bis 70 kg
- 1. EKF Europameisterschaft 2008 in Tallinn, Estland in der offenen Gewichtsklasse
- 1. EKF Europameisterschaft 2007 in Bratislava, Slowakei in der offenen Gewichtsklasse
- 1. EKF Europameisterschaft 2007 in Bratislava, Slowakei in der Gewichtsklasse bis 70 kg
- 1. Banzai cup 2007
- 1. President cup 2007
- 1. WKF Weltmeisterschaft 2006 in Tampere, Finnland in der Gewichtsklasse unter 70 kg
- 1. EKF Europameisterschaft 2005 in Teneriffa, Spanien in der offenen Gewichtsklasse
- 1. Junioren-Europameisterschaft in Thessaloniki, Griechenland 2005 in der Gewichtsklasse unter 70 kg
- 3. Islamic Solidarity Games 2005
- 1. EKF Europameisterschaft 2004 in Moskau, Russland in der Gewichtsklasse unter 65 kg
- 3. WKF Junioren-Weltmeisterschaft in Marseille, Frankreich 2003 in der Gewichtsklasse unter 65 kg der 18–20-Jährigen[12]